# Siamesiska tvillingar

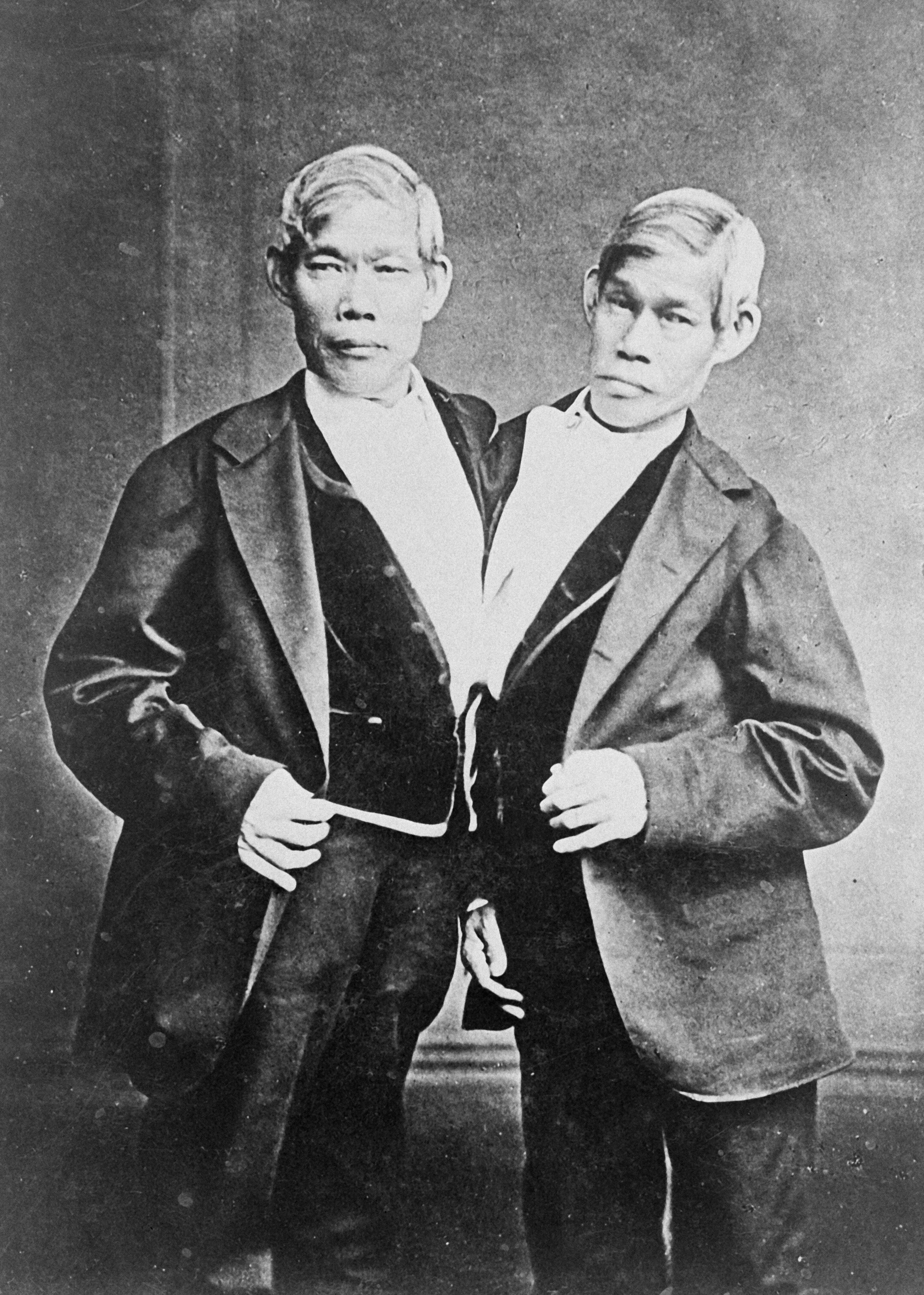
Chang och Eng Bunker.

Siamesiska tvillingar är enäggstvillingar vars kroppar är sammanvuxna sedan graviditeten då det befruktade ägget inte har delats fullständigt till två skilda individer. Fenomenet uppstår en gång på mellan 50 000 och 200 000 födslar, med något högre frekvens i Sydvästasien och Afrika. Ungefär 50% är dödfödda, och av de resterande som är kvar dör ytterligare hälften av komplikationer, vilket gör att det är cirka 25% som är kvar. Fenomenet är ungefär tre gånger vanligare bland kvinnor än bland män.
Fenomenet är uppkallat efter de thailändska bröderna Chang och Eng Bunker (1811–1874) som var sammanvuxna i bröstbenet. De turnerade som "De siamesiska tvillingarna" efter Thailands dåvarande namn Siam.
Det finns fler olika typer av siamesisk sammanvuxenhet. Den vanligaste typen är att kropparna sitter ihop vid bröstet och ibland även bålen. Dessa tvillingar delar ofta på vissa inre organ, som hjärta och lever. Det finns också mer ovanliga varianter, som att huvudena sitter ihop, eller att tvillingarna helt delar kropp, men har separata huvuden och åtminstone delvis separata inre organ. Beroende på hur tvillingarna sitter ihop går det ibland att dela dem. I vissa fall går det att dela på kropparna så att den ena tvillingen överlever.

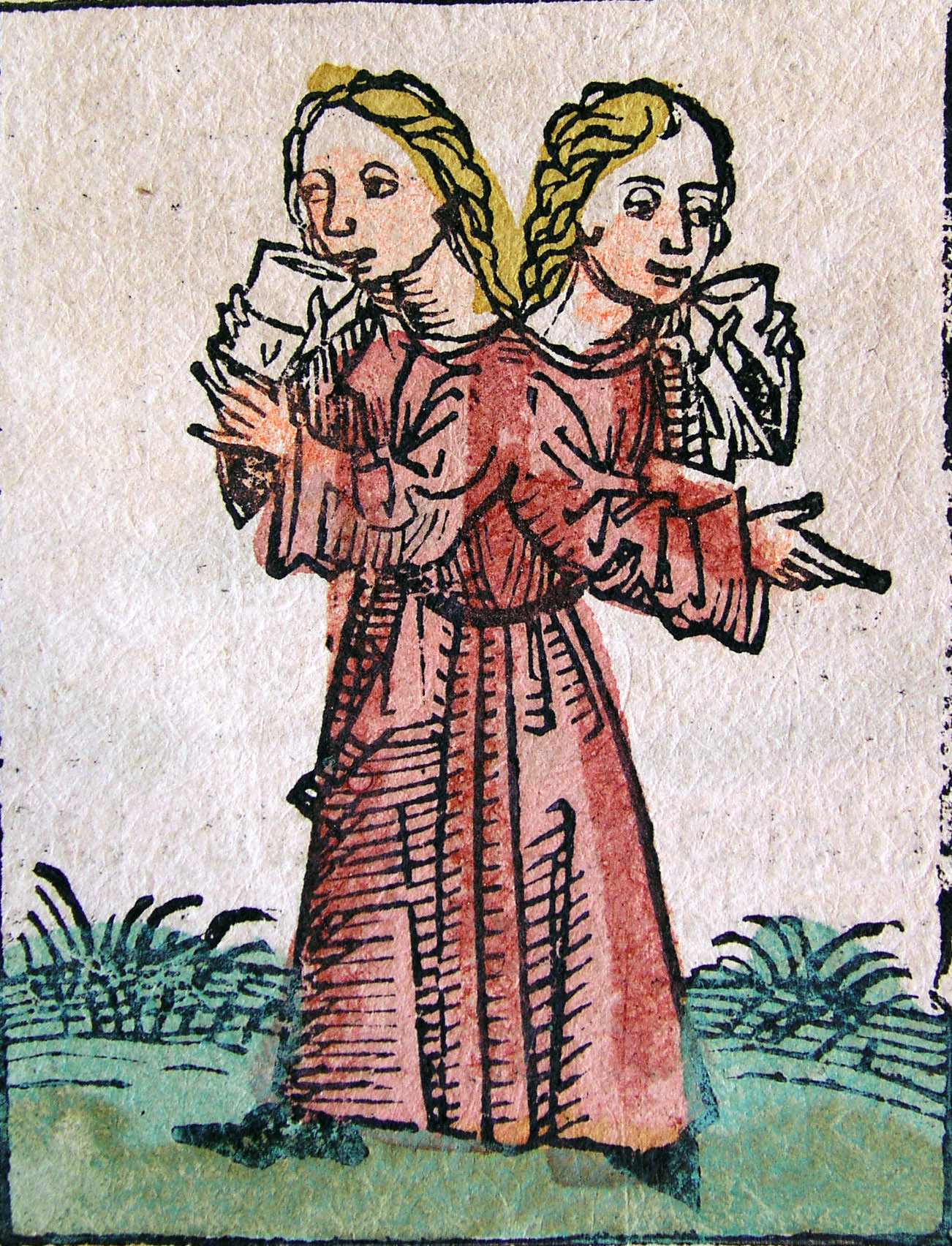
Siamesiska tvillingsystrar från Nürnbergkrönikan (1493).

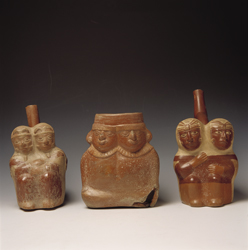
Keramik från mochekulturen i nuvarande Peru (cirka år 300).

Det finns skulpturer av siamesiska tvillingar från 300-talet från mochekulturen i Peru. Det äldsta dokumenterade fallet av siamesiska tvillingar är från 945. Det var ett armeniskt brödrapar som togs till Konstantinopel och undersöktes medicinskt. Bröderna ansågs vara ett mirakel från Gud.